# Maximiliano Valle
Maximiliano Fabián Valle (Rawson, Provincia del Chubut, 24 de noviembre de 1992) es un piloto argentino de automovilismo. Desarrolló su carrera deportiva a nivel zonal y nacional, compitiendo en distintas categorías.
A nivel nacional compitió en categorías de fórmula y de turismos, como la Fórmula Metropolitana, el TC Mouras y las distintas divisiones de Top Race (Junior, Series y TRV6). A pesar de sus participaciones a nivel nacional, en 2018 decidió retornar al ámbito zonal compitiendo en la Monomarca Gol del Chubut, donde se proclamó campeón en el año 2019.
Además de desarrollar la mayor parte de su carrera deportiva dentro de la escudería RV Racing Sports, dirigida por su padre Roberto, Maximiliano compitió a la par de su hermano mellizo Lucas Valle, campeón 2016 de Top Race Series, con quien además de formar parte del mismo equipo, incursionó en las mismas categorías compartiendo pista.

## Biografía deportiva
A nivel nacional, debutó en el año 2010 en la Fórmula Metropolitana, teniendo participaciones breves entre 2010 y 2011. Tras estas experiencias, en el año 2012 debutó en la divisional Top Race Junior, donde participó indistintamente con una unidad Chevrolet Vectra II y un Ford Mondeo II, ambos atendidos por el equipo RV Racing Sports, propiedad de su padre y mentor deportivo, Roberto Valle. A mediados del año 2013 debutó en la divisional Top Race Series, luego de la cancelación de las actividades de la Junior tras las primeras 5 fechas de esa temporada. En su nueva divisional, Valle compitió al comando de un Mercedes-Benz C-203 desarrollando las últimas 6 fechas de la temporada. El año 2015 fue el único de su carrera deportiva en el que dividió su agenda entre dos categorías, al debutar en la divisional TC Mouras de la Asociación Corredores de Turismo Carretera, donde compitió al comando de un Ford Falcon desarrollando solo tres fechas. Entre tanto, en la divisional Top Race Series compitió en forma ininterrumpida hasta el año 2016, donde peleó el título de la temporada cerrando el año en el 4º puesto del campeonato general y perdiendo el título frente a su hermano mellizo Lucas. En el año 2017 ascendió a la divisional Top Race V6, donde solamente compitió en las primeras 7 fechas para luego volver a bajar a la divisional Series. Finalmente y luego de terminada la temporada 2017, Maxi Valle anunció su retiro del plano nacional, alegando motivos económicos y enfocando su continuidad en el automovilismo zonal. Tras tomar esta decisión desembarcó en la Monomarca Gol del Chubut, categoría donde finalmente se consagró campeón en el año 2019.

## Trayectoria
| Año  | Categoría                                  | Automóvil                |
| ---- | ------------------------------------------ | ------------------------ |
| 2010 | Debut en Fórmula Metropolitana, 6 carreras | Crespi-Renault           |
| 2011 | Fórmula Metropolitana, 2 carreras          | Crespi-Renault           |
| 2012 | Debut en Top Race Junior                   | Chevrolet Vectra II      |
| 2012 | Debut en Top Race Junior                   | Ford Mondeo II           |
| 2013 | Top Race Junior, 5 carreras                | Ford Mondeo II           |
| 2013 | Debut en Top Race Series, 7 carreras       | Mercedes-Benz C-203      |
| 2014 | Top Race Series                            | Chevrolet Cruze Series   |
| 2015 | Top Race Series                            | Chevrolet Cruze Series   |
| 2015 | Debut en TC Mouras                         | Ford Falcon              |
| 2016 | Top Race Series                            | Chevrolet Cruze Series   |
| 2017 | Debut en Top Race V6, 7 carreras           | Mercedes-Benz C-204      |
| 2017 | Top Race Series, 4 carreras                | Mercedes-Benz CLA Series |
| 2018 | Monomarca Gol del Chubut                   | Volkswagen Gol           |
| 2019 | Monomarca Gol del Chubut. Campeón          | Volkswagen Gol           |
| 2020 | Monomarca Gol del Chubut                   | Volkswagen Gol           |

- [8]

### Trayectoria en Top Race
| Temporada | Categoría       | Equipo           | Automóvil              | Posición           |
| --------- | --------------- | ---------------- | ---------------------- | ------------------ |
| 2012      | Top Race Junior | RV Racing Sports | Chevrolet Vectra II    | 14º (70.00 puntos) |
| 2012      | Top Race Junior | RV Racing Sports | Ford Mondeo II         | 14º (70.00 puntos) |
| 2013      | Top Race Junior | RV Racing Sports | Ford Mondeo II         | 6º (32.00 puntos)  |
| 2013      | Top Race Series | RV Racing Sports | Mercedes-Benz C-203    | 25º (10.00 puntos) |
| 2014      | Top Race Series | RV Racing Sports | Chevrolet Cruze Series | 10º (2.00 puntos)  |
| 2015      | Top Race Series | RV Racing Sports | Chevrolet Cruze Series | 9º (181.00 puntos) |
| 2016      | Top Race Series | RV Racing Sports | Chevrolet Cruze Series | 4º (109.00 puntos) |
| 2017      | Top Race V6     | RV Racing Sports | Mercedes-Benz C-204    | 25º (1.00 punto)   |
| 2017      | Top Race Series | RV Racing Sports | Mercedes CLA Series    | 14º (40.00 puntos) |

### Resultados completos TC Mouras
| Temporada        | Temporada   | Fechas | Fechas | Fechas | Fechas | Fechas | Fechas | Fechas | Fechas | Fechas | Fechas | Fechas | Fechas | Fechas | Fechas | Posición final      |
| Equipo           | Automóvil   | Fechas | Fechas | Fechas | Fechas | Fechas | Fechas | Fechas | Fechas | Fechas | Fechas | Fechas | Fechas | Fechas | Fechas | Posición final      |
| 2015             | 2015        | 01     | 02     | 03     | 04     | 05     | 06     | 07     | 08     | 09     | 10     | 11     | 12     | 13     | 14     | Posición final      |
| ---------------- | ----------- | ------ | ------ | ------ | ------ | ------ | ------ | ------ | ------ | ------ | ------ | ------ | ------ | ------ | ------ | ------------------- |
| RV Racing Sports | Ford Falcon | NP     | NP     | 19     | 22     | 21     | NP     | NP     | NP     | NP     | NP     | NP     | NP     | NP     | NP     | 31.º (43.00 puntos) |

## Palmarés
| Título  | Categoría     | Automóvil      | Año  |
| ------- | ------------- | -------------- | ---- |
| Campeón | Monomarca Gol | Volkswagen Gol | 2019 |

## Galería de fotos

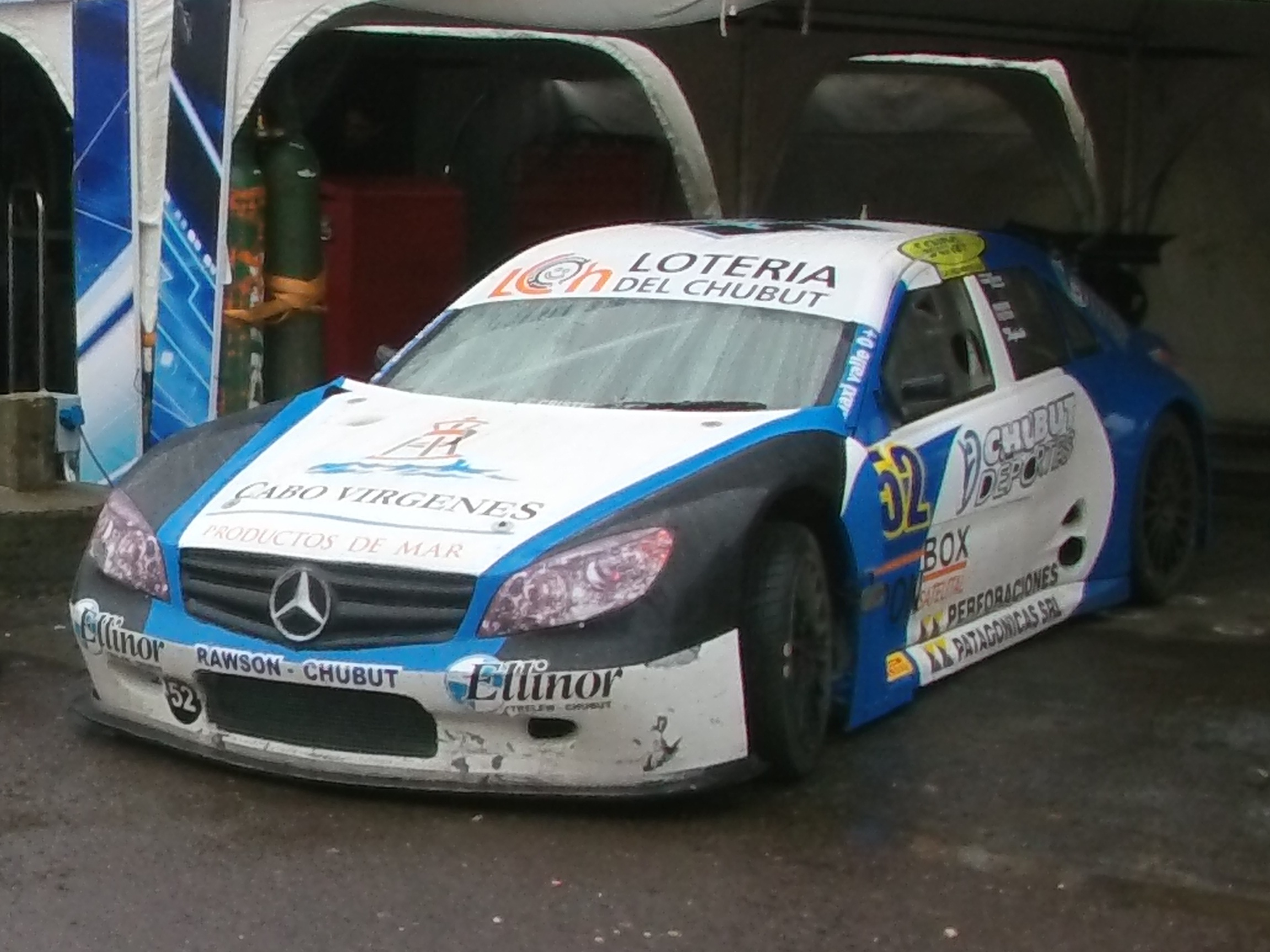
Unidad Mercedes-Benz C-203 utilizada por Maximiliano Valle en su debut en la divisional Top Race Series, año 2013
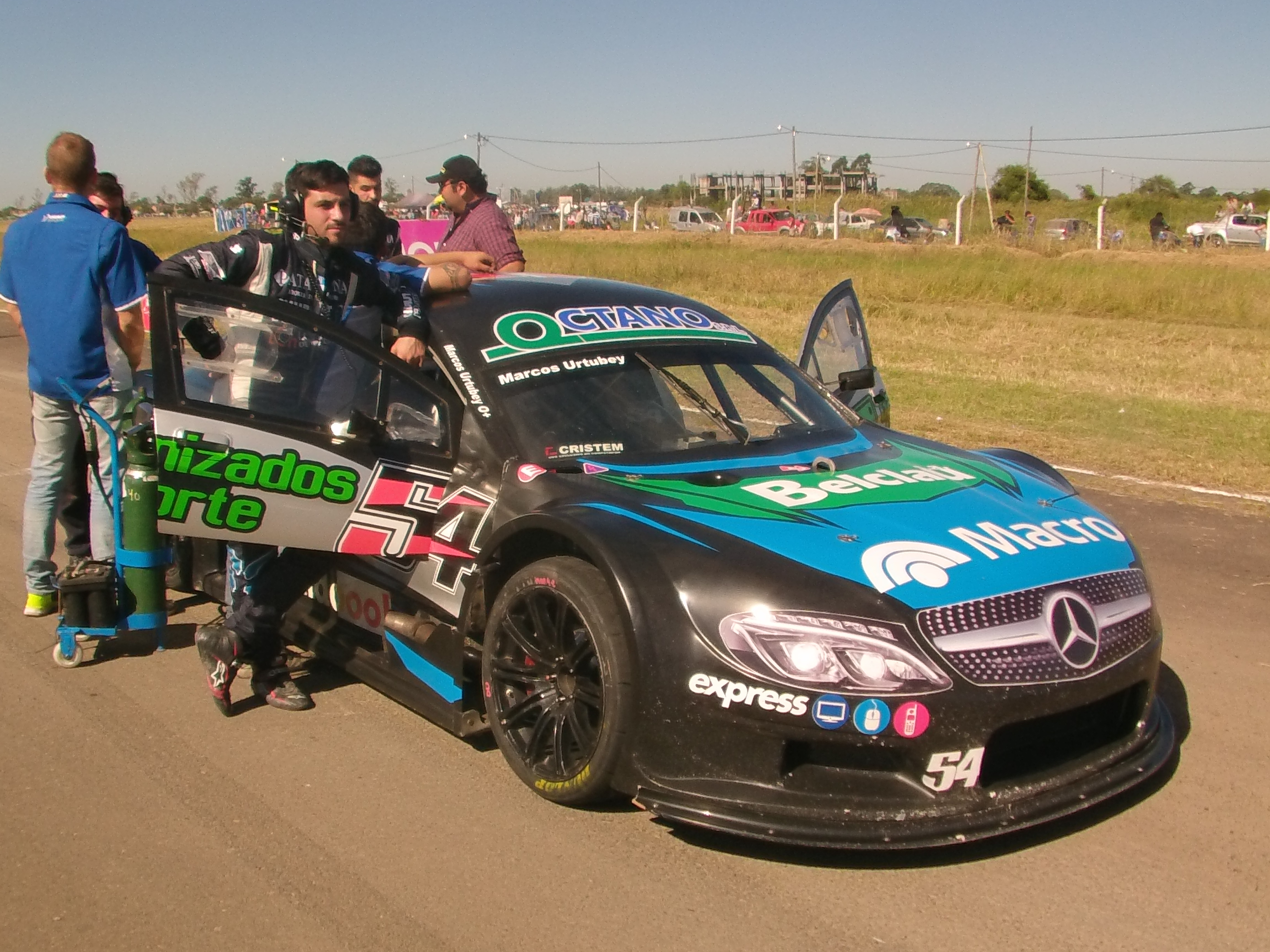
Maximiliano Valle oficiando de Director Deportivo en una competencia de Top Race Series 2017, junto al auto de Marcos Urtubey.